# Eurybia
Eurybia (latinsky Eurybia) v řecké mytologii je dcerou boha mořských hlubin Ponta.
Jejím manželem je Titán Kríos, syn boha nebe Úrana a bohyně země Gaie. Z jejich manželství vzešli tito synové:
- Astraios, otce hvězd a větrů, z jeho manželství s bohyní větrů Éós vzešli synové:
  - Euros – bůh východního nebo jihovýchodního větru (zvaný také Argestés)
  - Zefyros – bůh mírného západního větru
  - Boreás – bůh severního větru
  - Notos – bůh jižního větru

- Pallanta, manžel bohyně Stygy, otec potomků:
  - Níké (Vítězství)
  - Kratos (Síla)
  - Biá (Násilí)
  - Zélos (Úsilí, Snaha)

- Persés – Titán, jeho ženou byla Asteria, dcera Titána Koia; s ní má dceru
  - Hekaté, bohyni magie